# Agnès Pardell i Veà
Agnès Pardell i Veà (Llardecans, Segrià, 23 de juliol de 1954) és una advocada i política catalana, diputada al Parlament de Catalunya en la VIII i IX legislatures.
Doctora en Dret per la Universitat de Barcelona des de 1988. Des de 2002 va ser catedràtica de Dret del Treball i de la Seguretat Social de la Universitat de Lleida i ha estat degana de la Facultat de Dret i Economia de la Universitat de Lleida de 2002 a 2006. Es va jubilar al 2018.
Ha estat membre de la Comissió Jurídica Assessora, alt òrgan consultiu del Govern de la Generalitat de Catalunya (2005-2006); àrbitre del cos laboral d'àrbitres del Tribunal Laboral de Catalunya i a les eleccions municipals espanyoles de 1995 regidora de Treball i Promoció Econòmica de l'Ajuntament de Lleida. Fou escollida diputada pel PSC-PSOE a les eleccions al Parlament de Catalunya el 2002 i després al 2006 i fins al 2010.

## Obres
- Las últimas reformas (2004) y el futuro de la Seguridad Social (2005)
- Femmes et parlements. Un regard international (2005)
- La igualdad ante la ley y la no discriminación en las relaciones laborales (2005)
- El marc català de relacions laborals i de la protecció social (2005)